# Anomala hortensia
Anomala hortensia är en skalbaggsart som beskrevs av Ohaus 1927. Anomala hortensia ingår i släktet Anomala och familjen Rutelidae. Inga underarter finns listade i Catalogue of Life.